# Vægtløftning under sommer-OL 2020 - 49 kg (damer)
Kvinders 49 kg i vægtløftning ved de sommer-OL 2020 i Tokyo fandt sted den 24. juli på Tokyo International Forum.

## Resultater
| Placering                        | Atlet                   | Land                      | Gruppe | Krops vægt | Snatch (kg) | Snatch (kg) | Snatch (kg) | Snatch (kg) | Clean & Jerk (kg) | Clean & Jerk (kg) | Clean & Jerk (kg) | Clean & Jerk (kg) | Total  |
| Placering                        | Atlet                   | Land                      | Gruppe | Krops vægt | 1           | 2           | 3           | Resultater  | 1                 | 2                 | 3                 | Resultater        | Total  |
| -------------------------------- | ----------------------- | ------------------------- | ------ | ---------- | ----------- | ----------- | ----------- | ----------- | ----------------- | ----------------- | ----------------- | ----------------- | ------ |
| 1                                | Hou Zhihui              | Kina                      | A      | 49.00      | 88          | 92          | 94          | 94 OR       | 109               | 114               | 116               | 116 OR            | 210 OR |
| 2. plads, sølvmedaljemodtager(e) | Saikhom Mirabai Chanu   | Indien                    | A      | 48.85      | 84          | 87          | 89          | 87          | 110               | 115               | 117               | 115               | 202    |
| 3                                | Windy Cantika Aisah     | Indonesien                | A      | 48.80      | 84          | 84          | 87          | 84          | 103               | 108               | 110               | 110               | 194    |
| 4                                | Fang Wan-ling           | Kinesisk Taipei           | A      | 48.65      | 75          | 78          | 80          | 80          | 98                | 101               | 103               | 101               | 181    |
| 5                                | Nina Sterckx            | Belgien                   | A      | 48.75      | 81          | 81          | 84          | 81          | 99                | 101               | 101               | 99                | 180    |
| 6                                | Ludia Montero           | Cuba                      | B      | 49.00      | 79          | 82          | 84          | 82          | 93                | 96                | 100               | 96                | 178    |
| 7                                | Anaïs Michel            | Frankrig                  | A      | 48.90      | 76          | 78          | 80          | 78          | 96                | 99                | 101               | 99                | 177    |
| 8                                | Beatriz Pirón           | Den Dominikanske Republik | B      | 49.00      | 78          | 81          | 83          | 81          | 90                | 93                | 95                | 95                | 176    |
| 9                                | Natasha Rosa Figueiredo | Brasilien                 | B      | 48.95      | 75          | 78          | 80          | 78          | 90                | 95                | 100               | 95                | 173    |
| 10                               | Dika Toua               | Papua Ny Guinea           | B      | 48.95      | 69          | 72          | 76          | 72          | 95                | 95                | 100               | 95                | 167    |
| 11                               | Roilya Ranaivosoa       | Mauritius                 | B      | 48.95      | 73          | 76          | 76          | 73          | 91                | 96                | 96                | 91                | 164    |
| —                                | Jourdan Delacruz        | USA                       | A      | 48.90      | 83          | 86          | 89          | 86          | 108               | 108               | 108               | —                 | —      |
| —                                | Hiromi Miyake           | Japan                     | A      | 48.90      | 74          | 76          | 76          | 74          | 99                | 99                | 99                | —                 | —      |
| —                                | Kristina Sobol          | Ruslands Olympiske Komité | B      | 49.00      | 80          | 80          | 81          | —           | —                 | —                 | —                 | —                 | —      |